# Julie Albers
Julie Albers (* in Longmont/Colorado) ist eine US-amerikanische Cellistin.
Albers hatte ab dem zweiten Lebensjahr Violinunterricht bei ihrer Mutter und wechselte vierjährig zum Cello. Sie studierte im Young Artist Program des Cleveland Institute of Music bei Richard Aaron und gewann den Großen Preis beim dreizehnten Internationalen Wettbewerb für junge Musiker in Douai und tourte danach als Solistin mit dem Orchestre Symphonique de Douai durch Frankreich.
Nach ihrem Debüt mit dem Cleveland Orchestra 1988 trat sie in Recitals und mit Orchestern in Nordamerika, Europa, Korea, Taiwan, Australien und Neuseeland auf. 2001 gewann sie den Zweiten Preis beim Internationalen Musikwettbewerb der ARD in München und den Wilhelm-Weichsler-Musikpreis der Stadt Osnabrück. Für den Bayerischen Rundfunk nahm sie Solowerke und Kammermusik von Zoltán Kodály auf. 2003 gewann sie die Goldmedaille bei der Gyeongnam International Music Competition.
Von 2006 bis 2009 war sie Mitglied der Chamber Music Society of Lincoln Center. 2014 wurde sie Erste Cellistin des Saint Paul Chamber Orchestra. Außerdem ist sie Mitglied des Albers String Trio und des Cortona Trio und unterrichtet am McDuffie Center for Strings der Mercer University in Macon. Auf ihrem Debütalbum mit dem Pianisten Orion Weiss spielt sie Werke von Sergei Rachmaninow, Ludwig van Beethoven, Robert Schumann, Jules Massenet und Gregor Piatigorsky.

## Weblink
- Website von Julie Albers